# Uranophora lelex
Uranophora lelex là một loài bướm đêm thuộc phân họ Arctiinae, họ Erebidae.